# كارلوس رودريغيز ماتيو
كارلوس رودريغيز ماتيو هو سياسي أمريكي، ولد في 25 يوليو 1965 في ساليناس في الولايات المتحدة. نشط حزبياً في الحزب التقدمي الجديد. وقد انتخب عضو مجلس بويرتو ريكو ‏.